# Einfache Sprache
Einfache Sprache hat das Ziel, Texte zielgruppenorientiert möglichst verständlich anzubieten. Je nach Lesefähigkeit, Sprachkenntnis, Alter, Wortschatz, Sach- und Fachwissen und den Bedürfnissen hinsichtlich Barrierefreiheit müssen Wortwahl, Textstruktur oder Erklärungen angepasst werden.
Einfache Sprache kann dazu genutzt werden, Fachsprache für ein allgemeines Publikum verständlich zu machen. Sie kann auch Menschen Texte zugänglich machen, die nicht gut lesen können oder die Deutsch als Fremd- oder Zweitsprache sprechen.
Die internationale Norm 24495-1 vermittelt Grundsätze und Leitlinien der Einfachen Sprache, die auf alle Sprachen anwendbar sind. (Die DIN 24495-1 ist eine autorisierte Übersetzung der englischen Originalversion.) Für Einfache Sprache in Deutsch gibt es die DIN Norm 8581-1. Diese Regeln sind allerdings nicht verbindlich, solange sie nicht in Gesetzen oder Verordnungen als verbindlich erklärt werden.
Neben Einfacher Sprache gibt es noch die Leichte Sprache. Sie ist sprachlich stark vereinfacht und weicht deutlich von der Standardsprache ab.

## Hintergrund
Einfache Sprache kann zum Beispiel dazu dienen, Fachsprache für Laien verständlich und zugänglich zu machen. Briefe von Verwaltungen, Anwaltsschreiben oder Arztbriefe etwa sind für viele Menschen unverständlich. Auch für Menschen, die nicht gut lesen können, kann Einfache Sprache hilfreich sein.

### Wissenschaftlicher Hintergrund zur Lesefähigkeit in Deutschland
Laut Grundbildungsstudie LEO 2018 sind 6,2 Millionen Menschen gering literalisiert. Diese Menschen haben Probleme, Buchstaben (Alpha-Level 1), Wörter (Alpha-Level 2) oder Sätze (Alpha-Level 3) zu lesen. Weitere 10,6 Millionen Menschen (Alpha-Level 4) erreichen beim Lesen und Schreiben nicht das Niveau eines Grundschulkindes, das die 4. Klasse abgeschlossen hat.
Nach den Ergebnissen der PISA-Studie 2018 für Deutschland haben 21 Prozent der 15-Jährigen eine geringe Lesekompetenz.
Diese Menschen sind je nach Lesekompetenzlevel Zielgruppe für Leichte Sprache (Alpha-Levels 1 bis 3) oder Einfache Sprache (Alpha-Level 4 und höher).

### Gesellschaftliche Bedeutung von Einfacher Sprache
Geringe Lesefähigkeit erschwert oder versperrt den Zutritt zu vielen Lebensbereichen, beispielsweise Erwerbsarbeit, Mediennutzung, öffentliches Leben, soziale Dienstleistungen und demokratische Mitgestaltung des Gemeinwesens. Einfache (und Leichte) Sprache kann gering literalisierten Menschen dabei helfen, am gesellschaftlichen Leben teilzuhaben.

„Lesen […] stellt in einer literalen, also schriftbasierten Gesellschaft eine unabdingbare Schlüsselqualifikation dar. Lesen können ist eine unverzichtbare Basis für Lern- und Entwicklungsprozesse sowie für die Teilhabe am kulturellen, beruflichen und sozialen Leben (z.B. UNESCO, 2005). Insofern ist es nicht nur für Individuen erforderlich, lesen zu können, sondern die Gesellschaft ist darauf angewiesen, dass ihre Mitglieder über Lesekompetenz verfügen.“

„Betroffene Personen sind aufgrund ihrer begrenzten schriftsprachlichen Kompetenzen in verschiedenen Lebensbereichen in ihrer selbstständigen Teilhabe eingeschränkt. So misslingt etwa auch das Lesen einfacher schriftlicher Arbeitsanweisungen.“

## Merkmale
Einfache Sprache zeichnet sich nicht nur durch kurze Sätze und die Verwendung konkreter Begriffe aus, die überwiegend aus dem Grundwortschatz stammen. Wichtig ist auch, Leser in den Mittelpunkt zu stellen. Vorwissen und Erwartungen der Zielgruppe an einen Text sind genauso relevant wie die Situation, in der eine Person einen Text liest. Hat die Person Zeit, einen Text zu lesen, ist sie in einer ruhigen Verfassung oder braucht diese Person in einer Notsituation schnell wichtige Informationen, sind hier relevante Fragen.

„Selbst ein relativ langer Satz mit 20 Wörtern kann verständlich sein, wenn er beispielsweise eine Aufzählung mit mehreren Beispielen enthält. Enthält ein Satz mit 10 Wörtern einen komplexen Gedanken, kann er schwer verständlich sein.“

### Häufige Empfehlungen für die Einfache Sprache
Im Mai 2024 wurde die DIN Norm 8581-1 für Einfache Sprache veröffentlicht. Diese Norm ist nicht allgemein verbindlich, sondern ein Vorschlag von unterschiedlichen Personen aus Wirtschaft, Forschung, Verbraucherorganisationen und der öffentlichen Hand, die diese Norm erarbeitet haben. Der Text ist urheberrechtlich geschützt.
Aus den Regeln für Einfache Sprache:
- 6.1 Satzlänge: Sätze dürfen nicht mehr als 25 Wörter enthalten. Empfohlen wird eine Satzlänge von 15 Wörtern.
- 6.2 Satzstruktur: Ein Satz sollte höchstens einen Nebensatz enthalten. Sätze sollten nicht zu viele Informationen enthalten, nach dem Prinzip „ein Satz, ein Gedanke“.
- 7.1.1 Konsistente Verwendung: Wurde ein Wort einmal benutzt, sollten keine Synonyme für dieses Wort verwendet werden, wie zum Beispiel „Geld“ statt „Zahlungsmittel“ oder „Kirche“ statt „Gotteshaus“.
- 7.1.2 Bekannte Wörter: Die verwendeten Wörter müssen der Leserschaft bekannt sein.

### Beispieltext
„Für die Gesundheit: Unser Körper braucht Gemüse und Obst

Damit im Körper alles gut funktionieren kann, brauchen wir Gemüse und Obst. Denn in Gemüse und Obst stecken einige wichtige Inhaltsstoffe, wie Vitamine und Mineralstoffe. Einige Vitamine und Mineralstoffe sind sogar so wichtig, dass wir ohne sie nicht leben können. Der Körper kann sie nicht selbst bilden.

Wir brauchen Vitamine und Mineralstoffe für gesunde Zellen, Knochen, Blut, Nerven und Muskeln. Vitamin D und Kalzium unterstützen zum Beispiel den Knochen, Vitamin K fördert die Gerinnung von Blut und Vitamin A braucht man fürs Wachstum und Sehen.“

### Unterschiede zur Leichten Sprache
Die Leichte Sprache wurde in den 1970er Jahren in den USA für und mit Menschen mit geistiger Behinderung entwickelt. Sie gilt als wichtiger Bestandteil von Barrierefreiheit und Inklusion. Etwa 20 Jahre später kam das Konzept auch nach Deutschland. Im Gegensatz zur Einfachen Sprache gibt es für die Leichte Sprache bisher keine internationalen Leitlinien. Auch national gibt es keine einheitlichen Regeln, sondern lediglich von unterschiedlichen Institutionen herausgegebene Empfehlungen.
Leichte Sprache geht in der Vereinfachung der Sprache noch deutlich weiter als Einfache Sprache. Texte in Leichter Sprache sind schon optisch gut zu erkennen: Die Sätze sind sehr kurz (kürzer als eine Zeile), nach jedem Satz folgt ein Zeilenumbruch. Der Genitiv wird nicht genutzt, zusammengesetzte Wörter werden mit Bindestrichen geschrieben, zur Veranschaulichung des Texts werden Bilder und Illustrationen verwendet.
Die Abgrenzung der beiden Sprachen ist nicht immer eindeutig, und die beiden Begriffe werden nicht einheitlich verwendet. So bietet die Bundeszentrale für politische Bildung zum Beispiel Texte in „einfacher Sprache“ an, die sich optisch und inhaltlich eher der Leichten Sprache zuordnen lassen. Entscheidender Unterschied ist, dass die Einfache Sprache sich an alle Menschen mit eingeschränkter Lesekompetenz richtet und die Leichte Sprache an eine spezifische Zielgruppe mit besonderen Schwierigkeiten.

## Verwendung

### Medienangebote

#### Deutschland
Die erste Zeitung in Einfacher Sprache war im Jahr 2009 die Monatszeitung Klar & Deutlich des Spaß am Lesen Verlages. Seit 2016 sendet der Deutschlandfunk einmal pro Woche Nachrichten in Einfacher Sprache (ursprünglich begann die Seite als Studentenprojekt mit Leichter Sprache und bewegt sich heute im Spektrum zwischen Einfacher und Leichter Sprache). Seit Juni 2024 produziert die ARD-Tagesschau eine Ausgabe in Einfacher Sprache. Die deutsche Bundeszentrale für politische Bildung gibt das Internetangebot „Politik. Einfach für alle“ heraus, auf der Hefte, Hörbücher und Nachrichten in einem sprachlichen Kontinuum zwischen leichter und einfacher Sprache erhältlich sind. Die Hansestadt Herford hat 2019 einen Stadtführer in Einfacher Sprache herausgebracht. Auf der Website des deutschen Bundeszentrums für Ernährung gibt es einen Bereich mit Ernährungsinformationen in Einfacher Sprache. Gesundheitsratgeber in Einfacher Sprache finden sich seit September 2019 auf der Website des deutschen Magazins Apotheken Umschau.

#### Österreich
Die österreichische Zeitung Kurier bietet auf ihrem Internetangebot ausgewählte Nachrichten und Geschichten in Einfacher Sprache, die von der Inklusiven Lehrredaktion verfasst werden. Seit Mai 2022 bietet der ORF einen Teil der Online-Nachrichten auch in einfacher Sprache an.

### Verwaltung und Bürgerbeteiligung (Deutschland)
Im Zusammenhang mit der Einführung des Neuen Steuerungsmodells und der Forderung nach mehr Bürgernähe in den öffentlichen Verwaltungen Deutschlands in den 2000er Jahren, wurden auch Rufe nach einer Bürgernahen Sprache in der Kommunikation zwischen Behörden und Bürgerschaft laut. Das sogenannte „Amtsdeutsch“ wurde dabei als dem Alltag der Menschen entfremdet und Ausdruck eines veralteten Selbstverständnisses kritisiert. In der Folge begannen eine ganze Reihe von Behörden Ratgeber für eine Bürgernahe Sprache zu publizieren, so beispielsweise das Bundesverwaltungsamt, das Bayerische Staatsministerium des Inneren oder die Stadt Bochum.
Im Feld der Bürgerbeteiligung gilt die Nutzung von Bürgernaher Sprache ausdrücklich als wesentliche Grundlage für die erfolgreiche und breite Einbeziehung verschiedener Gruppen. So gehöre Bürgernahe Sprache mittlerweile zu den unverzichtbaren Fähigkeiten, die eine öffentliche Verwaltung zur Erfüllung ihrer Aufgaben beherrschen müsse.

### Medizinische Aufklärung
Im medizinischen Kontext fördert die Anwendung einer sogenannten Elaborated Plain Language das Verständnis einer medizinischen Aufklärung bei medizinischen Maßnahmen. Dies beinhaltet die Verwendung kurzer und einfacher Satzstrukturen (reduzierte syntaktische Komplexität), die Verbindung von Sätzen untereinander (semantische Elaboration), das Sprechen in neutraler Tonlage und normaler Geschwindigkeit (neutrale Prosodie) sowie die Vermeidung von Fachbegriffen. Studien zufolge fördert sie bei älteren Menschen das Verständnis – in Schriftform ebenso wie als gesprochene Sprache.

### Wissenschaftliche Literatur über Einfache Sprache
- Andreas Baumert: Leichte Sprache – Einfache Sprache. Literaturrecherche • Interpretation • Entwicklung. o. O. 2016 (294 S., hs-hannover.de [PDF]).
- Leichte und Einfache Sprache. In: Bundeszentrale für politische Bildung (Hrsg.): Aus Politik und Zeitgeschichte. 64. Jahrgang, Nr. 9-11, 24. Februar 2014 (40 S., bpb.de).
- Anke Grotlüschen, Klaus Buddeberg (Hrsg.): LEO 2018. Leben mit geringer Literalität. W. Bertelsmann Verlag, Bielefeld 2020, ISBN 978-3-7639-6071-2 (378 S.).

### Handreichungen zum Verfassen
- Einfache Sprache – Teil 1: Grundsätze und Leitlinien (DIN ISO 24495-1:2024-03). Beuth Verlag, Berlin 2024, dinmedia.de (21 S.).
- Einfache Sprache – Anwendung für das Deutsche – Teil 1: Sprachspezifische Festlegungen (DIN 8581-1:2024-05). Beuth Verlag, Berlin 2024, dinmedia.de (26 S.).
- Baumert, Andreas: Einfache Sprache. Verständliche Texte schreiben. 1.  Auflage. Spaß am Lesen Verlag, Münster 2018, ISBN 978-3-944668-87-1.
- Martina Ziegler, Karl-Heinz Eser, Sonja Abend, Peter Piasecki, Mechthild Ziegler (Hrsg.): Einfache Sprache in Bildung und Ausbildung. Herausforderungen, Voraussetzungen, Möglichkeiten. Lernen fördern – Bundesverband zur Förderung von Menschen mit Lernbehinderung e. V., Stuttgart 2015, ISBN 978-3-943373-06-6 (176 S.).
- Bundesverwaltungsamt (Hrsg.): Arbeitshandbuch Bürgernahe Verwaltungssprache. 4.  Auflage. Köln 2002 (bund.de [PDF]).
- Bayerisches Staatsministerium des Innern (Hrsg.): Freundlich, korrekt und klar – Bürgernahe Sprache in der Verwaltung. Neuauflage Auflage. München 2008 (uni-wuerzburg.de [PDF]).
- Stadt Bochum (Hrsg.): Tipps zum einfachen Schreiben. o. O. (moderne-verwaltungssprache.de [PDF]).